# Okręg Lodève
Okręg Lodève (fr. Arrondissement de Lodève) – okręg w południowo-zachodniej Francji. Populacja wynosi 84 900.

## Podział administracyjny
W skład okręgu wchodzą następujące kantony:
- Aniane,
- Caylar,
- Clermont-l'Hérault,
- Gignac,
- Ganges,
- Lodève,
- Lunas,
- Saint-Martin-de-Londres.